# 노바 1492
노바 1492는 아라마루에서 개발한 3D 메카닉 전략 시뮬레이션 온라인 게임으로, 롤플레잉 게임의 성장형 시스템과, RTS 게임의 결합된 형식의 게임이다.
2000년 12월 대한민국 게임 대전 (KAMEX)에 첫 선을 보인 이후, 오픈베타를 실시하고, 2002년 5월 정식 서비스를 시작하였으며, 2003년 1월에는 인터페이스와 그래픽이 새로워진 노바 1492 A.R.(Arms Revolution →무기 혁명)을 선보였다. 이는 외형적인 부분 뿐만 아니라, 부품이나 밸런싱에 있어서도 두 게임은 많은 차이가 있지만, 기본적인 시스템에는 특별한 차이가 없으므로 후속작이라기보다 확장이라는 개념에 더 가깝다.
2011년 4월 22일 서비스를 종료하였으나 스튜디오 위켓이 전 개발사인 아리마루와 계약함으로써 2011년 9월 19일 노바 1492 A.R.이 다시 부활하게 되었으며 CBT가 진행되었다. 그 결과 2012년 6월 1일 스튜디오 위켓이 운영하는 해외게임사이트인 NeoFun에서 일부 수정된 글로벌버전으로 서비스가 부활하였다.